# Pestepidemie in Napels van 1656
De pestepidemie in Napels van 1656 was een van de twee grote uitbraken van de pest in Italië in de 17e eeuw. Vooral het koninkrijk Napels werd getroffen, maar ook andere delen van Italië zoals de Pauselijke Staten werden getroffen. Tussen 1.250.000 en twee miljoen inwoners verloren het leven ten gevolge van deze epidemie.

## Verspreiding

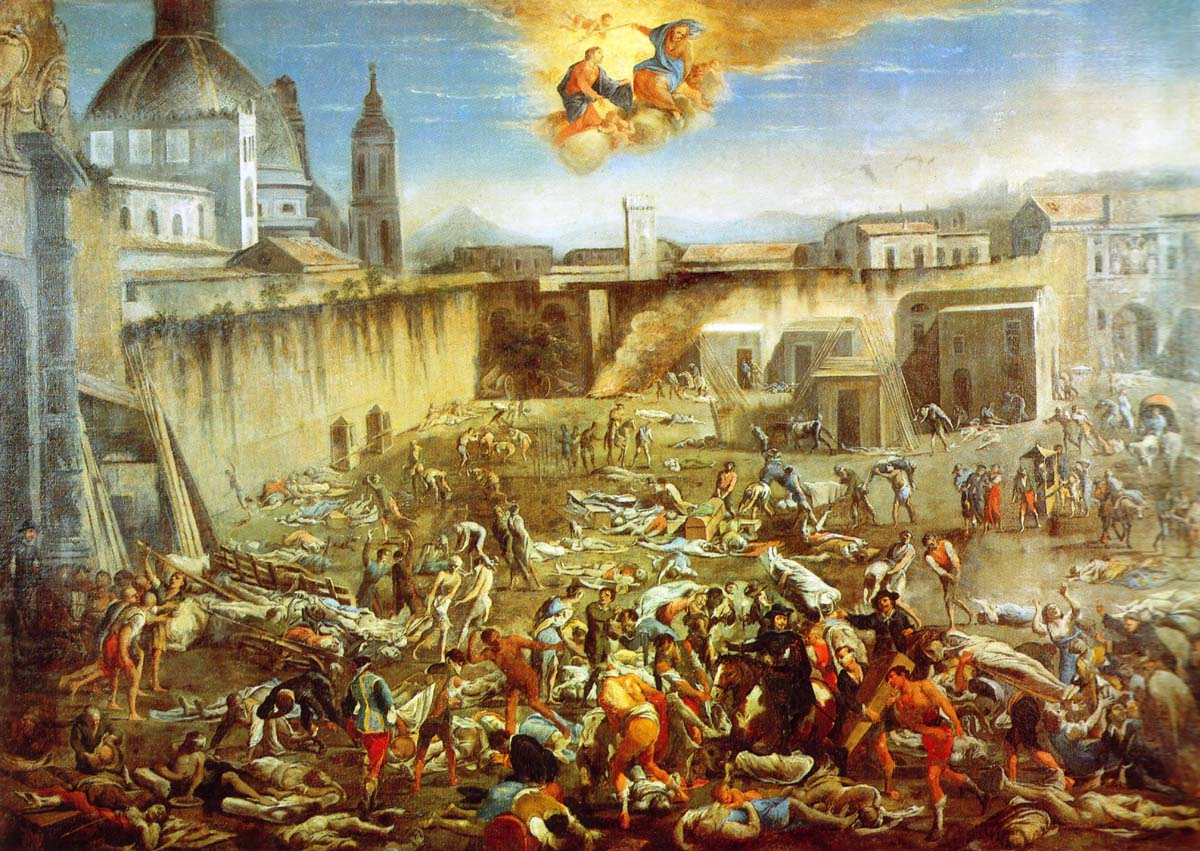
Piazza Mercatello in Napels tijdens de pestepidemie van 1656

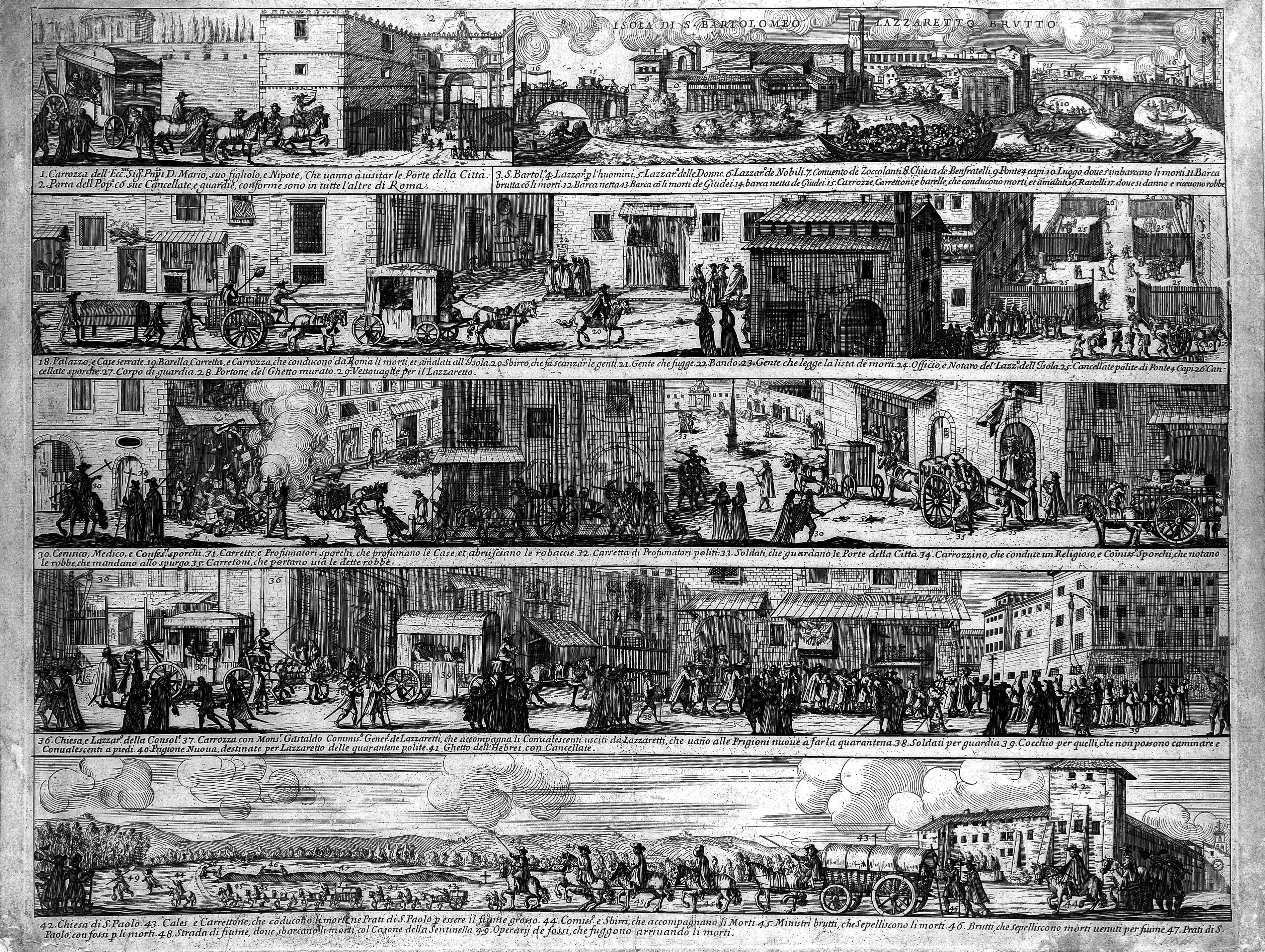
Episodes van de pestepidemie in Rome van 1656

Het zuiden van Italië was gespaard gebleven bij de pestepidemie van 1630. De epidemie begon in Algiers en bereikte Valencia in juni 1647. In de loop van 1648 verspreidde de ziekte zich over een groot deel van Spanje. In 1652 werd Sardinië getroffen met een eerste uitbraak in Alghero. In april 1656 bereikte de ziekte Napels en verspreidde zich van daar over Zuid-Italië, ondanks maatregelen om het reizigersverkeer te beperken. Enkel Sicilië en delen van Calabrië en Apulië bleven gespaard. De pest bereikte in juni 1656 Rome en verspreidde zich over de Pauselijke Staten om te stoppen in Umbrië en de Marche. Toscane en het noorden van het schiereiland bleven gespaard, al was er in juli 1656 wel een uitbraak in Genua. 

## Dodentol
Net als bij de epidemie van 1630 kende de ziekte een erg hoge mortaliteitsgraad, veel hoger dan bij eerdere uitbraken in Italië in de 16e eeuw. In Napels, waar de pest woedde van 1656 tot 1657, stierf van 50% van de bevolking. 150.000 van de 300.000 inwoners stierven en pas rond 1740 bereikte de stad terug het bevolkingsaantal van voor de uitbraak. In het koninkrijk Napels zouden tot 1.250.000 mensen zijn overleden aan de pest. In Rome woedde de pest van juni 1656 tot in 1657. Door strenge sanitaire maatregelen kon het dodentol daar worden beperkt. Tussen 8 en 19% van de bevolking stierf er aan de pest. Maar in andere gebieden in Lazio werden er percentages van 30 tot 60% doden geteld. De epidemie zorgde voor een grote demografische terugval in Italië. Opmerkelijk was dat de pest tijdens deze epidemie even hevig toesloeg in de rurale gemeenschappen als in de steden. Deze twee grote pestepidemieën (1630 en 1656) ondermijnden ook verder de economische toestand van de Italiaanse staten.

## Ziekteverwekker
Bij onderzoek op skeletten begraven onder de kerk Sant’ Andrea tijdens de epidemie in de Zuid-Italiaanse stad Barletta, werden sporen van Yersinia pestis gevonden. Dit bevestigt dat het ging om een pestepidemie. De ziekte bereikte Barletta op 26 mei 1656 met een schip uit Napels. Na een sanitaire inspectie verbood de overheid dat het schip aanlegde. Maar de ziekte verspreidde zich toch over de stad met een piek in oktober 1656. Tussen 7.000 en 12.000 inwoners van de 20.000 stierven er aan de ziekte.